# Lumbricillus maritimus
Lumbricillus maritimus är en ringmaskart som beskrevs av Ude 1896. Lumbricillus maritimus ingår i släktet Lumbricillus och familjen småringmaskar. Inga underarter finns listade i Catalogue of Life.